# Рыжкова, Светлана Викторовна
Светлана Викторовна Рыжкова (13 мая 1960) — украинская футболистка.

## Достижения
Чемпионат России
- Бронзовый призёр: 1994

## Клубная статистика
| Выступление      | Выступление      | Выступление      | Лига | Лига | Кубок | Кубок | Итого | Итого |
| Клуб             | Лига             | Сезон            | Игры | Голы | Игры  | Голы  | Игры  | Голы  |
| ---------------- | ---------------- | ---------------- | ---- | ---- | ----- | ----- | ----- | ----- |
| Калужанка        | первая           | 1992             | 13   | 2    | —     | —     | 13    | 2     |
| Калужанка        | высшая           | 1993             | 4    | 0    | —     | —     | 4     | 0     |
| Калужанка        | высшая           | 1994             | 18   | 4    | 1     | 0     | 19    | 4     |
| Калужанка        | высшая           | 1995             | 11   | 1    | —     | —     | 11    | 1     |
| Калужанка        | Итого            | Итого            | 46   | 7    | 1     | 0     | 47    | 7     |
| Всего за карьеру | Всего за карьеру | Всего за карьеру | 46   | 7    | 1     | 0     | 47    | 7     |